# Historia Łomianek

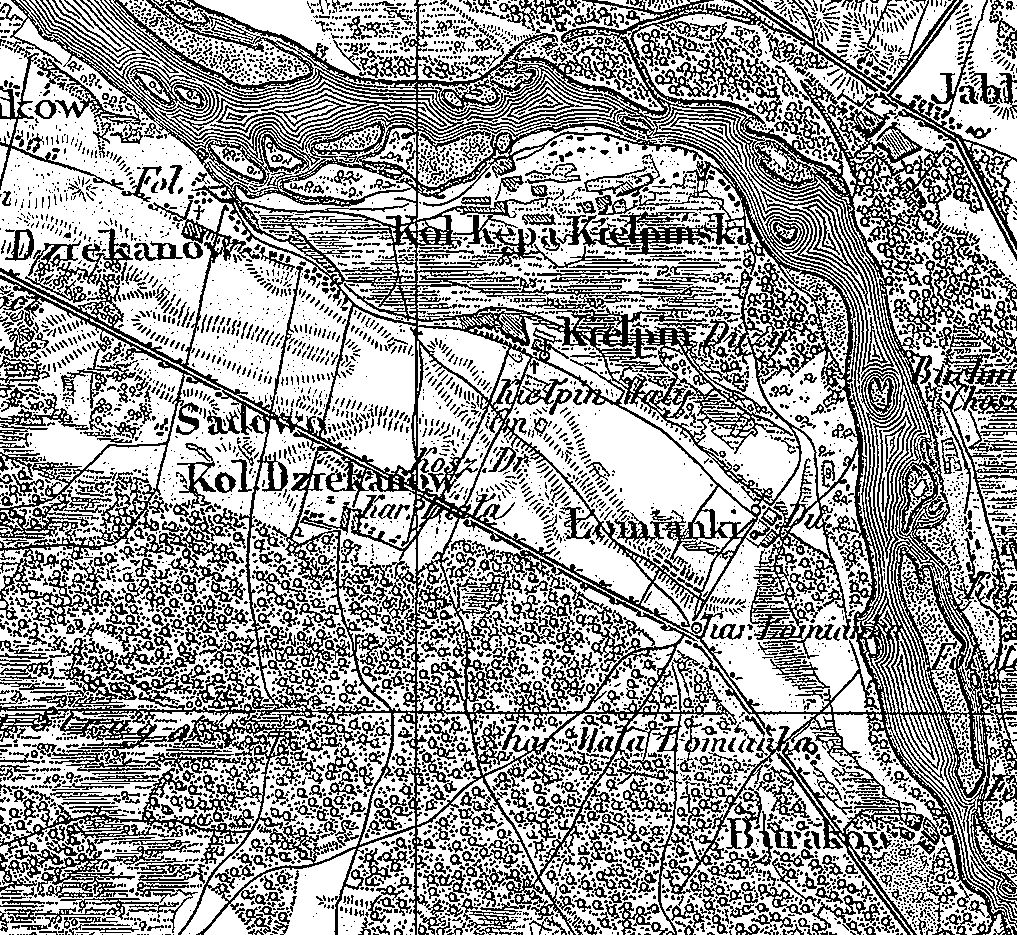
Teren obecnej gminy Łomianki na mapie Królestwa Polskiego z 1839

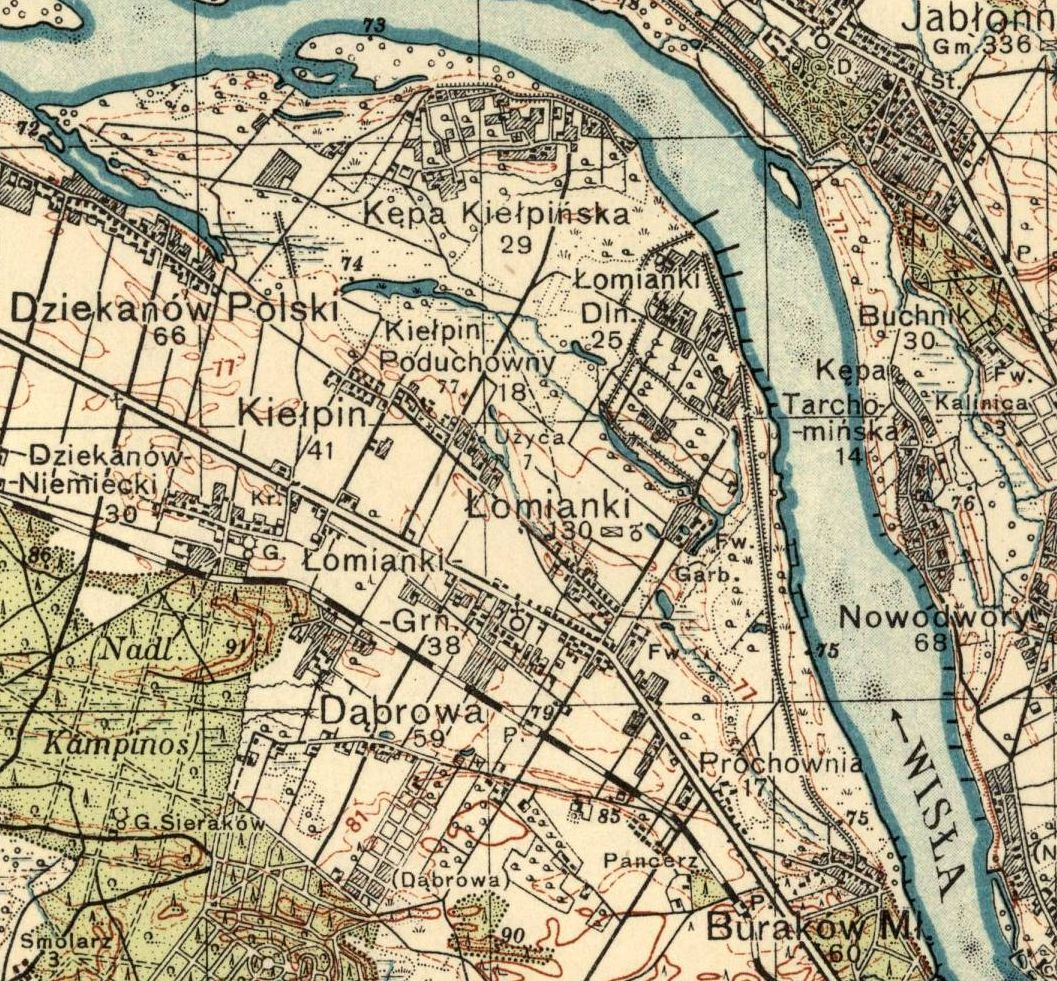
Łomianki na mapie WIG z 1933

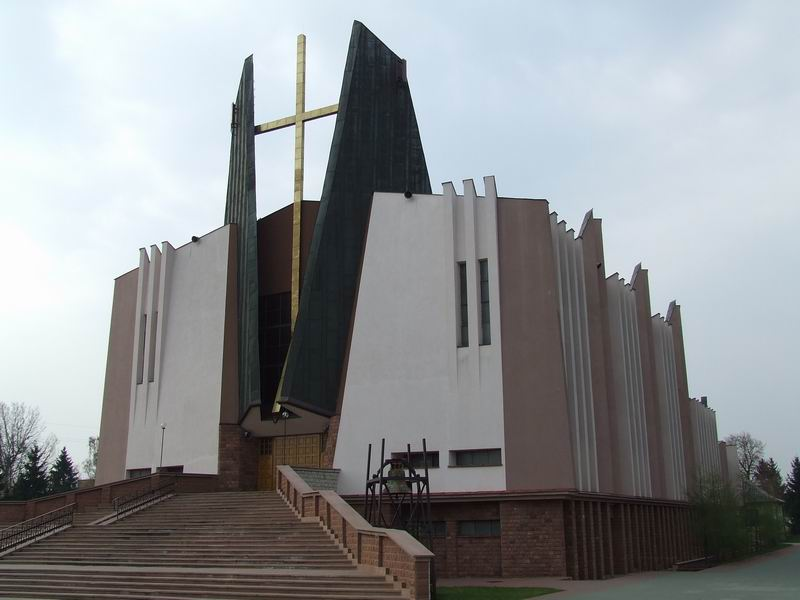
Kościół pw. św. Małgorzaty

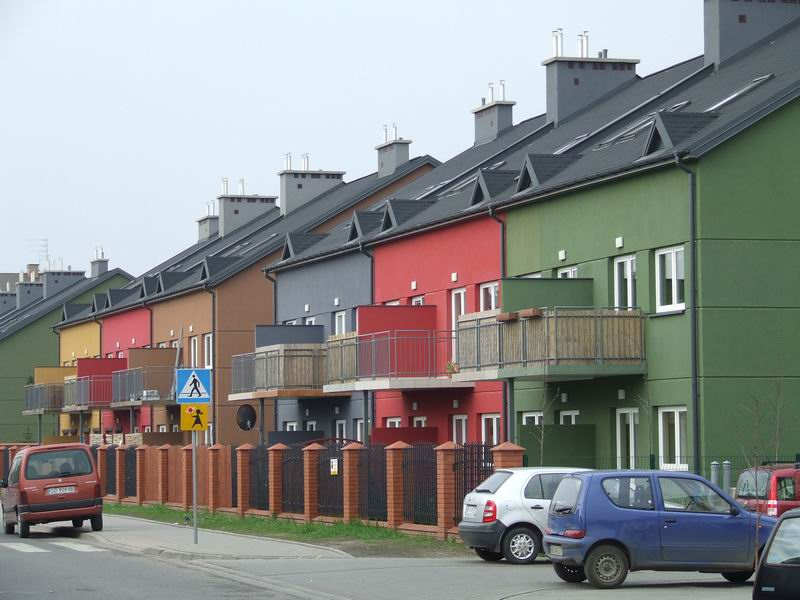
Osiedle Tęcza

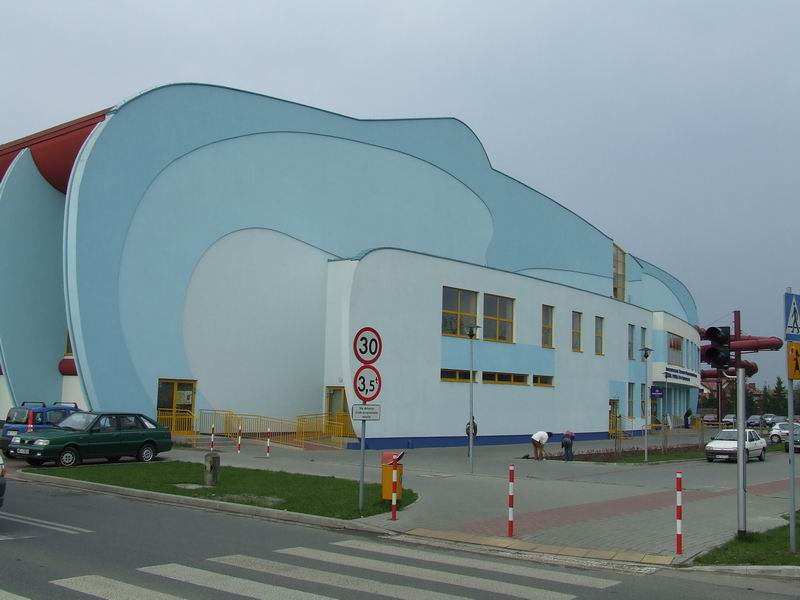
Integracyjne Centrum Dydaktyczno-Sportowe

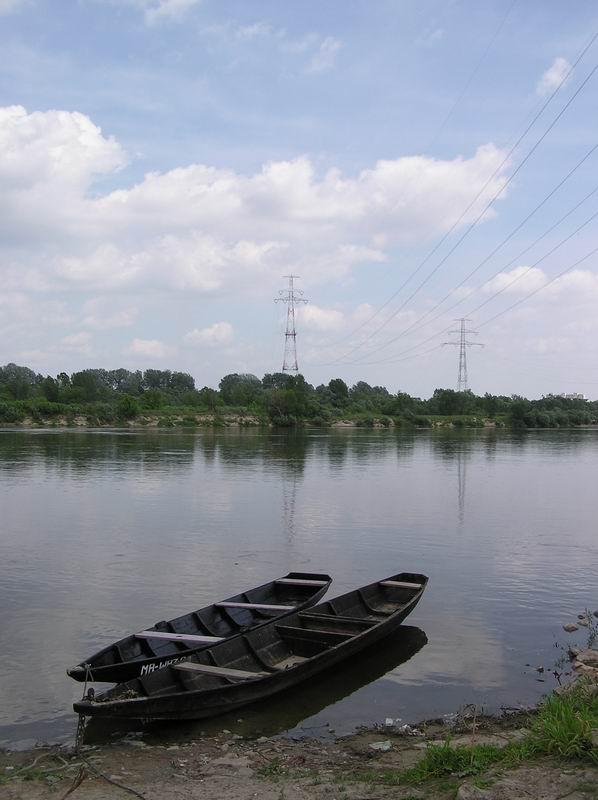
Łodzie w Burakowie

Historia Łomianek – kalendarium

## Średniowiecze
- X-XI w. początki stałego osadnictwa
- 1418 r. pierwsza wzmianka
- w 1461 r. wzniesienie kaplicy pw. św. Małgorzaty w Kiełpinie przez Kiełpińskich herbu Rogala

## Okres nowożytny
- po inkorporacji Mazowsza do Korony w 1526 r. za Królowej Bony w Burakowie, Młocinach i okolicy powstają liczne młyny
- przełom XV/XVI w. - początki osadnictwa mennonickiego
- w 1603 r. parafia Kiełpin liczy 900 mieszkańców
- pocz. XVII w. właścicielem okolicznych dóbr zostaje kanclerz królewski Jerzy Ossoliński
- w 1636 r. lokacja miasta Buraków (Borakowo) przez starostę warszawskiego Krzysztofa Sobka
- w 1656 r. Buraków zostaje zniszczony i traci prawa miejskie
- w XVIII w. generał Alojzy Fryderyk von Brühl funduje na Młocinach wytwórnię prochu i kul armatnich (Prochownia), a jego ojciec minister Henryk von Brühl wznosi pałac na Młocinach
- w końcu XVIII w. właścicielem okolicznych dóbr zostaje Jerzy Fryderyk Poths (rodzina ostatnich dziedziców Łomianek)

## Czasy współczesne
- pocz. XX w. rozwój drobnego przemysłu i rzemiosła; największa garbarnia rodziny Raabe
- 1924 r. przeniesienie do Łomianek modrzewiowego kościoła z XVIII w. z Kiełpina, który niszczy powódź, w latach 1925–1928 powstaje nowy kościół w stylu neobarokowym projektu arch. Wojciecha Rataja
- 1927 r. budowa kolei elektrycznej Warszawa-Młociny-Modlin; otwarta w 1929 r. nigdy nie zelektryfikowana i dochodząca tylko do Palmir
- 1929 r. budowa nowego kościoła w Łomiankach w stylu neobarokowym, rozebranego około 2000 roku
- w okresie międzywojennym obszar Łomianek zamieszkiwało około 50% Polaków, 20% Żydów i 30% Niemców (funkcjonowały tu 3 cmentarze ewangelickie - Dąbrowa, Kępa Kiełpińska, Dziekanów Leśny, 1 cmentarz katolicki w Kiełpinie, synagoga, zbór ewangelicki i kościół katolicki)
- 19 września 1939 r. szarża Ułanów Jazłowieckich gen. Romana Abrahama w Dąbrowie znana jako szarża pod Wólką Węglową
- 22 września 1939 r. bitwa pod Łomiankami, w czasie próby przebicia się do Warszawy ginie ponad 800 żołnierzy Armii Poznań i Pomorze wraz z gen. Mikołajem Bołtuciem (2500 żołnierzy pogrzebano początkowo w zbiorowej mogile w Burakowie, przeniesieni po wojnie na cmentarz w Kiełpinie)
- 12 października 1939 r. dekretem Hitlera powstaje Generalne Gubernatorstwo, granica między III Rzeszą a Gubernatorstwem przebiega w pobliżu obecnej granicy gminy Łomianki przez Łomnę do Palmir
- 1 sierpnia 1944 r. działania Grupy AK Kampinos – w Dąbrowie koncentracja oddziałów przed wypadami na lotnisko Młociny
- 18 września 1944 r. nad Dziekanowem Leśnym niemiecka artyleria plot. zestrzeliwuje amerykański bombowiec B-17G „Do zobaczenia” por. Francisa Akinsa niosący pomoc powstańcom w Warszawie; 8 osób z załogi zginęło, 2 wzięto do niewoli
- 16 stycznia 1945 w czasie operacji warszawskiej przeprawa po lodzie przez Wisłę przez 2 Dywizję Piechoty, marszruta na Żoliborz wiodła przez Kiełpin Poduchowny, Łomianki, Wólkę Węglową, Nowy Wawrzyszew
- lata 40. XX w. rozebrane zostają tory kolei do Palmir (ul. Kolejowa)
- lata 50. XX w. rozszerzenie Warszawy o Młociny i powstanie gminy Łomianki
- w 1971 r. w Dziekanowie Leśnym powstaje Instytut Ekologii Polskiej Akademii Nauk (założony w 1952 r.)
- 1988 w. wybudowanie nowego kościoła pw. św. Malgorzaty
- 1 stycznia 1989 r. przyznanie praw miejskich Łomiankom
- 4 kwietnia 1990 - pierwsze wolne i demokratyczne wybory do rady miasta i Gminy Łomianki: burmistrzem został Lech Jeziorski, przewodniczącym Rady - Zygmunt Ratusiński[1]
- 27 maja 1990 r. połączenie administracyjne miasta i gminy Łomianki
- 1 lutego 1991 r. - zawarcie umowy o współpracy bliźniaczych miast pomiędzy Noyelles les Vermelles we Francji a Łomiankami, podpisali mer Leon Copin i burmistrz Andrzej Belka[1]
- 14 marca 1991 r. ustalenie barwy i symboliki herbu Miasta i Gminy[1]
- 1 maja 1991 r. powstanie samorządowej Komunikacji Miejskiej Łomianki[1]
- 14 lipca 1991 r. - zawarcie umowy o współpracy bliźniaczych miast pomiędzy Columbia Heights w Stanach Zjednoczonych a Łomiankami, podpisali burmistrz Edward Carlson i Andrzej Belka[1]
- 2 grudnia 1991 r. powołanie straży miejskiej w Łomiankach[1]
- 16 listopada 1994 r. uruchomienie Stacji Uzdatniania Wody[1]
- 1 lipca 1995 r. powstanie samorządowego Radia „Mazowsze” z nadajnikiem w Nowym Dworze Mazowieckim i studiem w Łomiankach[1]
- 9 czerwca 1995 r. - erygowanie dekretem ks. Kardynała Józefa Glempa parafii św. Marka w Dąbrowie Leśnej[1][2]
- 12 grudnia 1997 r. - uruchomienie gminnej Oczyszczalni Ścieków[1]
- 2002–2004- budowa ICDS-u, zakończona 20 sierpnia 2004 r.[1]